# Geschmückter Schleimkopf
Der Geschmückte Schleimkopf (Phlegmacium saginum, Syn.: Cortinarius saginus) ist eine essbare Pilzart aus der Familie der Schleierlingsverwandten (Cortinariaceae).

## Merkmale

### Makroskopische Merkmale
Der dickfleischige Hut ist jung halbkugelig, dann flacher gewölbt bis ausgebreitet. Er hat einen Durchmesser von 5–10(–13) cm. Seine bei feuchter Witterung schleimige, bei Trockenheit fettig glänzende Oberfläche ist ocker- bis rostgelb gefärbt. Sie ist fetzen- oder schuppenartig von dunkleren, ockrig-braun gefärbten Resten einer Gesamthülle (Velum universale) durchsetzt. Der mit Velumresten besetzte Hutrand bleibt lange eingerollt oder nach unten gebogen und breitet sich erst spät in der Fruchtkörperentwicklung vollständig aus. Er ist dann oft unregelmäßig und wellig. An jungen Fruchtkörpern ist ein anfangs weißlicher Schleier (Cortina) ausgebildet. Die dicht stehenden Lamellen sind zunächst blass cremefarben und verfärben sich mit fortschreitender Sporenreife zunehmend rostbraun. Sie sind gerade bis leicht herablaufend am Stiel angewachsen und ihre Schneiden sind leicht gekerbt. Der vollfleischige, faserige Stiel wird 5–10(–12) cm hoch und gut 1–2,5 cm dick. Die Stielbasis ist keulenförmig verdickt. Seine Oberfläche ist weiß, im unteren Teil dunkler gefärbt und besonders in jungem Stadium gürtelförmig mit ockerbraunen Velumresten besetzt. Das dicke, feste Fleisch hat eine weißliche Färbung, einen milden Geschmack und unbedeutenden Geruch. Die Huthaut verfärbt sich bei Behandlung mit 3%iger Kalilauge goldgelb bis gelbbraun, das Fleisch dunkler.

### Mikroskopische Merkmale
Die ellipsoid geformten Sporen messen 8–10,5 × 5–6(–8) Mikrometer und haben eine warzige Oberfläche. Die Huthaut ist einschichtig (reine Epicutis, Pileipellis simplex).

## Artabgrenzung
Eine gefährliche Verwechslung wäre mit dem giftigen Leuchtendgelben Klumpfuß (Calonarius splendens) oder anderen giftigen Arten der Gattungen Calonarius und Phlegmacium möglich. Der ähnliche Gelbgestiefelte Schleimkopf (Phlegmacium triumphans) ist etwas heller gefärbt und mit Birken vergesellschaftet. Nächster Verwandter ist der Fuchs-Schleimkopf (Phlegmacium vulpinum), der in Laubwäldern lebt.

## Ökologie
Die Nadelwaldart lebt in Mykorrhiza-Symbiose mit Fichten. Der Pilz bevorzugt kalkarmen Böden. Seine massigen Fruchtkörper erscheinen gesellig und oft etwas büschelig zwischen September und Oktober.

## Verbreitung
Der Geschmückte Schleimkopf kommt in nördlichen Klimazonen der Nordhalbkugel mit einem örtlich häufigen Vorkommen in der hemiborealen bis südlichen borealen Zone vor. Gelegentlich tritt er in der mittleren borealen Zone in Waldtundra-Gebieten auf, wo er aber nur noch selten anzutreffen ist. In Mitteleuropa kommt er entsprechend hauptsächlich in höheren Gebirgslagen vor, jedoch nicht selten auch in Mittelgebirgslagen und vereinzelt auch darunter.

## Bedeutung
Er ist essbar und wird als Speisepilz genutzt.

## Systematik und Taxonomie
Die Art wurde in der Gattung der Schleierlinge (Cortinarius) der Untergattung der Schleimköpfe (Phlegmacium) zugeordnet. 2022 wurde diese Untergattung in den Rang einer Gattung erhoben.
Die offizielle Erstbeschreibung stammt aus dem 1821 veröffentlichten Werk „Systema mycologicum“ von Elias Magnus Fries, in dem er bereits das Taxon Phlegmacium als Tribus der Gattung Agaricus aufstellte und die Art als „Agaricus saginus“ bezeichnete. In seinem 17 Jahre später erschienenen Werk „Epicrisis systematis mycologici“ nahm er selber bereits die heutige Gattungszuordnung vor.
Das Art-Epitheton „saginus“ aus dem wissenschaftlichen Namen ist ein Bezug auf die „Fülligkeit“ seiner Fruchtkörper (lateinisch „saginare“: „mästen“, „saginus“: „dick“, „massig“). In älterer Literatur findet sich auch die Bezeichnung als „Massiger Schleimkopf“, was eine direkte Übersetzung des wissenschaftlichen Namens darstellt.